# 中島淳彦
中島 淳彦（なかしま あつひこ、1961年8月24日 - 2019年12月4日）は、日本の脚本家、演出家。ジェイ・クリップに所属していた。宮崎県日南市出身。

## 略歴・人物
1981年、20歳の時に劇団ホンキートンクシアターを旗揚げし、10年後の解散まで主宰として作・演出・出演を手がける。
1997年11月に劇団ホンキートンクシアターの俳優・青山勝と劇団道学先生を旗揚げし、同劇団ならびに劇団ハートランドの座付き作家として脚本を執筆に専念。文学座、劇団東京ヴォードヴィルショー、劇団青年座など他の劇団にも精力的に新作を提供する。
主に舞台の脚本、演出を行っている。駄目な人間たちを描く人情味のある喜劇、音楽劇などの作品が多い。
『ゆれる車の音』が第51回岸田國士戯曲賞の候補作となる。
2012年、『トノに降る雨』と『タカラレ六郎の仇討ち』にて、第12回バッカーズ演劇奨励賞を受賞した。
2019年12月4日、多臓器不全のため死去。58歳没。

## 作品

### 舞台

#### 劇団ホンキートンクシアター
※中島が主宰をつとめていた劇団。
- 旗揚げ公演 「タイトルが決まらない」 浅草木馬亭
- 第2回 「ひょっとこすると天才かもねぎ」 池袋パモス青芸館
- 第3回 「上手な職業の選び方と愛し方」 銀座小劇場
- 第4回 「さあ、私をバカにしなさい」 銀座小劇場
- 第5回 「天才の証明」 銀座小劇場
- 第6回 「ホンキートンクの黄金狂時代」 銀座小劇場
- 第7回 「バカの証明」 銀座小劇場
- 番外公演 「あるいは桜を折ったムー」 池袋西部スタジオ200
- 第8回 「悪名伝」 下北沢駅前劇場
- 番外公演 「つちのこ」 池袋パモス青芸館
- 第9回 「花吹雪商店街七草粥捕物帳」 下北沢駅前劇場
- 第10回 「広辞苑マンボでスチャらかホイ」 新宿シアターモリエール
- 第11回 「ZAC」 新宿シアターモリエール・横浜相鉄本多劇場
- 第12回 「おどろ」 新宿シアターモリエール・横浜相鉄本多劇場
- 番外公演 「贋作・ベニスの商人」 横浜相鉄本多劇場
- 「生命の歴史」 早稲田学際 文学部41号館
- アクトライヴ 「改訂版・バカの証明」 新宿シアターサンモール
- 第13回 「おどろ2」 シアターV赤坂
- 第14回 「スカバカ」 池袋芸術劇場小ホール
- 解散公演 「改訂版・広辞苑マンボでスチャらかホイ」 下北沢ザ・スズナリ

ショートカット
- 「おとうふ」 赤坂プレイBOX・下北沢OFF・OFFシアター
- 「つのかくし」 下北沢OFF・OFFシアター

レイジーボーンズ
- 「メンズ・クラクラ日記」 下北沢ザ・スズナリ
- 「メンズ・クラクラ日記横浜編」 横浜相鉄本多劇場
- 「ロミオとジュリエットの十二の夜」 池袋芸術劇場小ホール
- 「ラッキイマン」北見組（円）との合同公演 池袋芸術劇場小ホール

#### 前田商店
- 「港町診療所人情編　おだいじに。」 渋谷ジァンジァン
- 「待ったなし」 脚本・演出 渋谷ジァンジァン

#### 夢カーニバル
- 「ラメ馬鹿」 下北沢OFF・OFFシアター
- 「王様の家族」 下北沢OFF・OFFシアター
- 「改訂版・おとうふ」 下北沢OFF・OFFシアター
- 「ライオンのしっぽ」 脚本・演出 下北沢ザ・スズナリ

#### サーティーズ
- 「香りのない部屋」 中野芸能劇場
- 「会話する人」 小劇場ゆたか

#### たまがわげき97
- 「香りのない部屋」 中野芸能劇場
- 「会話する人」 小劇場ゆたか

#### 44プロデュース
- 「努力しないで出世する方法」 下北沢本多劇場
- 戦中戦後三部作「フツーの生活」 新宿紀伊國屋ホール
- 戦中戦後三部作「フツーの生活2」 紀伊國屋サザンシアター
- 戦中戦後三部作「フツーの生活3」 新宿紀伊國屋ホール

#### 劇団ハートランド
- 第1回 「いのち短し恋せよ乙女団」 脚本・演出 横浜相鉄本多劇場
- 第2回 「桃組ママはから騒ぎ」 脚本・演出 下北沢「劇」小劇場
- 番外公演 「あまやどり」 脚本・演出 新宿シアターPOO
- 第3回 「キリキリマイガール」 脚本・演出 下北沢「劇」小劇場
- 第4回 「明日晴レルヤ。」 脚本・演出 中野MOMO
- 第5回 「ガラガラ蛇女の逆襲」 脚本・演出 下北沢ザ・スズナリ
- 第6回 「ひなあられ」 脚本・演出 下北沢ザ・スズナリ
- 第7回 「ペラペラゲーム」 脚本・演出 下北沢ザ・スズナリ
- 第8回 「プカプカ漂流記」 脚本・演出 下北沢ザ・スズナリ
- 第9回　「ギラギラの月」 脚本・演出 下北沢ザ・スズナリ
- 第10回「ガッツガツ!!」脚本・演出 下北沢ザ・スズナリ
- 第15回「発進、オーライ!」脚本・演出 下北沢ザ・スズナリ

#### 劇団道学先生
- 第1回 「ザラザラ様式の部屋」 脚本・演出 新宿THEATER/TOPS
- 第2回 「佐竹くんがガリガリに痩せた理由」 脚本・演出 下北沢ザ・スズナリ
- 第3回 「ザブザブ波止場」 新宿THEATER/TOPS
- 第4回 「酒坊っちゃん」 新宿THEATER/TOPS
- 第5回 「今夜お邪魔します」～ヘナチョコライフ～ 新宿THEATER/TOPS
- 第6回 「あたらしいバカをうごかせるのはふるいバカじゃないだろう」 ～港町・フォークジャンボリー～ 新宿THEATER/TOPS
- 第7回 「サラサラとぶとぶ」 新宿THEATER/TOPS
- 第8回 「エキスポ」～父ちゃん、人類の進歩と調和げな～ 新宿THEATER/TOPS
- 第9回 「兄妹どんぶり」～兄ちゃん、なんでうちこぶしが回るのやろ…～新宿THEATER/TOPS
- 第10回 「無頼の女房」 新宿THEATER/TOPS
- 第11回 「改訂 ザブザブ波止場」 脚本・演出 新宿THEATER/TOPS
- 第12回 「男子一生の仕事にあらず」～キネマのジョニー～ 新宿THEATER/TOPS
- 第13回 「エキスポ」～父ちゃん、人類の進歩と調和げな～ 新宿紀伊國屋ホール
- 第14回 「酒坊っちゃん」(改訂版) 新宿THEATER/TOPS
- 番外公演 「王様の家族」 三軒茶屋SPARK-1
- 「リンゴリンゴリンゴ」赤坂レッドシアター

#### 劇団青年座
- 創立50周年記念公演第2弾「夫婦レコード」 青年座劇場
- 「あおげばとうとし」 本多劇場

#### 文学座
- 「ゆれる車の音」～九州テキ屋旅日記～ 紀伊國屋サザンシアター
- 「くにこ」 紀伊国屋サザンシアター

#### 東京ヴォードヴィルショー
- 劇団創立30周年記念公演「その人、女優?」 下北沢ザ・スズナリ
- 第63回公演「見下ろしてごらん、夜の町を。」イオン化粧品シアターBRAVA!

#### ゼロ・プロジェクト
- 「ジュリエット」 池袋芸術劇場小ホール1

#### クラクラ・プロデュース
- 「君恋し」～ハナの咲かなかった男～ 脚本・出演 下北沢「劇」小劇場
- 「相談にのってる場合か!?」～夢見る頃を過ぎても～ 新宿THEATER/TOPS
- 「びっくり箱」－姉妹編－ 紀伊國屋ホール
- 「Heavy Gauge」 赤坂レッドシアター

#### TALLY-HO（タリー・ホー）
- 「家族日記」 下北沢ザ・スズナリ

アトリエ・ダンカン
- 「愛は雨にのって」

#### 石井光三オフィスプロデュース
- かしきり企画「やかましい人々」 三越劇場

#### 東宝
- 「宝塚ボーイズ」 シアタークリエ
- 韓国ミュージカル「サ・ビ・タ～雨が運んだ愛～」（日本語脚本・訳詞・演出） シアタートラム

#### 松竹
- 「殿のちょんまげを切る女」新橋演舞場

#### 椿組
- 「新宿ジャカジャカ」 花園神社

#### コロッケ特別公演
- 「仙台四郎物語 ～福の神になった男～」 明治座、中日劇場

#### 横浜夢座
- 「ジャンジャン花月園」　ランドマークホール

#### イッツフォーリーズ
- 「青空の休暇」紀伊国屋サザンシアター

#### キューブ&東宝芸能
- 「リタルダンド」PARCO劇場

#### 日生劇場ファミリーフェスティバル
- 「ミュージカル 三銃士」 日生劇場

### テレビドラマ
- こちら本池上署4・第6話（TBS）
- こちら本池上署5・第11話（TBS）

### ラジオ
- NHK ラジオドラマ 劇作家シリーズ「旅師・小島屋」
- NHK ラジオドラマ「真夏の夜の歌物語」全6話（2002年7月・8月）
- NHK 「歌謡ドラマシリーズ」
- ラジオ短波 ラジオドラマ「1ダースの少年たち」
- NHK ラジオドラマ「ゆれる車の音」

## その他
- イラストレーターとしても活動。報知新聞に「東京再発見」連載（1年間）。ほか、雑誌の挿絵等でも活動。

## 著書
- ぐらぐら少年（2011年12月17日、徳間書店、ISBN 978-4-19-863304-2）
- エキスポ 無頼の女房（2004年8月10日、論創社、ISBN 978-4-8460-0490-3）[4]